# 香港国際玩具博物館
香港国際玩具博物館（Hong Kong International Hobby and Toy Museum,香港國際玩具博物館）香港の油尖旺区油麻地区にあるおもちゃの博物館です。 ディスプレイは、おもちゃの車、人形、アクションフィギュア、マンガキャラクター、サイエンスフィクションのグッズ、モデルロケット、スペースのおもちゃ、日本のアニメ、クラシックおもちゃなど有名なアクション映画の文字がありますが、漫画本のスーパーヒーロー、ライトニングマックィーンワールドコレクションとガンダムロボットコレクションを持っている。